# 에이미 휴버먼

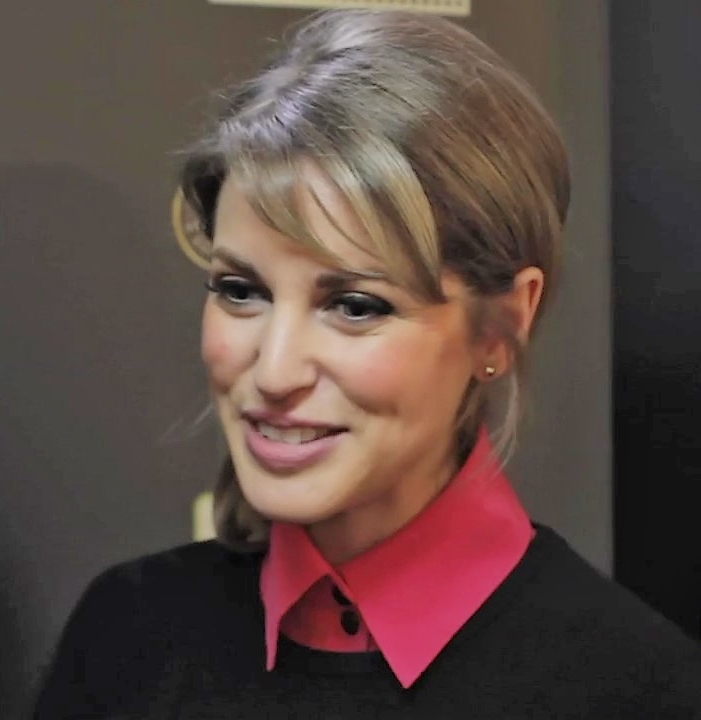

에이미 휴버먼(Amy Huberman, 1979년 3월 20일~)은 아일랜드의 배우, 저자, 작가, 각본가이다.

## 영화
- 동물원(2017년)
- 킬 레이시오(2016년)
- 핸섬 데블(2016년)
- 고스트 헌터: 얼음 몬스터의 부활(2015년) - 에밀리 역
- 남자들만의 여행(2013년)
- 스텔라 영화관(2011년) - 엘라인 역
- 레전드 오브 더 보그(2009년)
- 필름 위드 미 인 잇(2008년)
- 쇼밴즈 2(2006년)
- 조지(2005년)
- 쇼밴즈(2005년)